# Montipora pachytuberculata
Montipora pachytuberculata là một loài san hô trong họ Acroporidae. Loài này được Veron DeVantier & Turak mô tả khoa học năm 2000.